# Wereldkampioenschap voetbal 2018 (halve finale) Frankrijk - België
Dit artikel gaat over de eerste halve finale tussen Frankrijk en België die gespeeld werd op dinsdag 10 juli 2018 tijdens het wereldkampioenschap voetbal 2018. Het duel was de 61e wedstrijd van het toernooi.

## Voorafgaand aan de wedstrijd
- Frankrijk stond bij aanvang van het toernooi op de 7e plaats van de FIFA-wereldranglijst.[1]
- België stond bij aanvang van het toernooi op de derde plaats van de FIFA-wereldranglijst.[2]
- De confrontatie tussen de nationale elftallen van Frankrijk en België vond 73 maal eerder plaats.[3]
- Het duel vond plaats in het Stadion Sint-Petersburg in Sint-Petersburg. Dit stadion werd in 2017 geopend en heeft een capaciteit van 66.881.

## Wedstrijdgegevens[4]
| Datum                | 10 juli 2018                                                                                     | 10 juli 2018                                                                                     |
| Wedstrijdnummer      | 61                                                                                               | 61                                                                                               |
| Stadion              | Stadion Sint-Petersburg, Sint-Petersburg                                                         | Stadion Sint-Petersburg, Sint-Petersburg                                                         |
| Toeschouwers         | 64.286                                                                                           | 64.286                                                                                           |
| Scheidsrechter       | Andrés Cunha                                                                                     | Andrés Cunha                                                                                     |
| Assistenten          | Nicolás Taran Mauricio Espinoza                                                                  | Nicolás Taran Mauricio Espinoza                                                                  |
| Vierde official      | Cesar Ramos                                                                                      | Cesar Ramos                                                                                      |
| Videoscheidsrechters | Massimiliano Irrati Roberto Diaz (assistent) Mauro Vigliano (assistent) Paolo Valeri (assistent) | Massimiliano Irrati Roberto Diaz (assistent) Mauro Vigliano (assistent) Paolo Valeri (assistent) |
| Man van de wedstrijd | Samuel Umtiti                                                                                    | Samuel Umtiti                                                                                    |
|                      | Frankrijk                                                                                        | België                                                                                           |
| Doelpunten           | 1                                                                                                | 0                                                                                                |
| Gele kaarten         | 2                                                                                                | 3                                                                                                |
| Rode kaarten         | 0                                                                                                | 0                                                                                                |
| Wissels              | 2                                                                                                | 3                                                                                                |
| Schoten op doel      | 11                                                                                               | 4                                                                                                |
| Schoten naast doel   | 8                                                                                                | 5                                                                                                |
| Overtredingen        | 6                                                                                                | 16                                                                                               |
| Hoekschoppen         | 4                                                                                                | 2                                                                                                |
| Buitenspel           | 1                                                                                                | 1                                                                                                |
| Vrije trappen        | 17                                                                                               | 7                                                                                                |
| Balbezit (%)         | 40                                                                                               | 60                                                                                               |

| Frankrijk | 1 – 0        | België |
| Samuel Umtiti 51' | goals        | |
| Didier Deschamps | bondscoach   | Roberto Martínez |
| Hugo Lloris Benjamin Pavard Raphaël Varane Samuel Umtiti Lucas Hernández Paul Pogba N'Golo Kanté Blaise Matuidi 86' Antoine Griezmann Olivier Giroud 85' Kylian Mbappé | opstellingen | Thibaut Courtois Toby Alderweireld Vincent Kompany Jan Vertonghen Axel Witsel Kevin De Bruyne 81' Marouane Fellaini 60' Mousa Dembélé Romelu Lukaku Eden Hazard 90' Nacer Chadli |
| Steven Nzonzi 85' Corentin Tolisso 86' | wissels      | 60' Dries Mertens 81' Yannick Carrasco 90' Michy Batshuayi |
| N'Golo Kanté 87' Kylian Mbappé 90+3' | gele kaarten | 63' Eden Hazard 71' Toby Alderweireld 90+4' Jan Vertonghen |
| | rode kaarten | |